# 楠見義男
楠見 義男（くすみ よしお、1905年3月24日 - 1996年2月2日）は、日本の政治家。参議院議員（2期）。農林次官。

## 経歴
兵庫県出身。 1925年第六高等学校 (旧制)文科甲類卒、1928年東京帝国大学法学部政治学科卒。同年農林省に入る。大臣官房秘書課長、同調査課長、満洲国産業部参事官兼理事官、同総務庁企画処長、農林省総務局長、資材局長、食糧管理局長官、農林次官などを歴任する。1947年の第1回参議院議員通常選挙において全国区から無所属で立候補して当選した（のち緑風会に入る）。国会内では農林委員長を務めた。1953年の第3回参議院議員通常選挙でも再選されたが、栃木県佐野市の投票所においてこの選挙で次点となった平林剛（左派社会党）の所属政党が誤って「日本共産党」と表示されたため、翌1954年9月に楠見ほか下位当選者6名の当選が取り消された。10月に佐野市で全国区の再選挙が行われ、その結果、次点だった平林が当選、楠見は落選となり、参議院議員を失職となった。
1956年に農林中央金庫理事長となるが、1966年に発覚した共和製糖事件で融資を巡って共和製糖グループから物品を貰っていたことが発覚し、理事長を辞職。経済関係罰則整備法違反に抵触されるとされたが、辞職が考慮されて起訴猶予となった。
1975年春の叙勲で勲一等瑞宝章受章（勲四等からの昇叙）。
1996年2月2日死去、90歳。死没日をもって正五位から従三位に叙される。墓所は多磨霊園。